# یوهان کریستوفرسن
یوهان کریستوفرسن (انگلیسی: Johan Kristoffersson؛ زادهٔ ۶ دسامبر ۱۹۸۸) راننده مسابقه‌ای، و راننده خودروی مسابقه‌ای اهل سوئد است. او هفت سال در مسابقات مسابقات قهرمانی رالی کراس جهانی به قهرمانی رسیده است، شده او این عناوین را در سالهای ۲۰۱۷، ۲۰۱۸، ۲۰۲۰، ۲۰۲۱، ۲۰۲۲، ۲۰۲۳ و در سال ۲۰۲۴ کسب کرده است. او پسر تامی کریستوفرسن راننده اسبق مسابقات رالی‌کراس و مالک تیم کریستوفرسون موتوراسپرت (KMS) است. او همچنین در سال ۲۰۱۲ عنوان قهرمانی سری سوپراستارز را به دست آورد، در همان سال عنوان‌های قهرمانی خودروهای تور اسکاندیناوی و جام پورشه کاررا در اسکاندیناوی را نیز به دست آورد.